# Guido Cristoffanini
Guido Cristoffanini (Genova, 15 febbraio 1908 – 22 maggio 1980) è stato un compositore di scacchi italiano.
Compose circa 400 problemi, la maggior parte diretti in due mosse, genere del quale era uno specialista. Ottenne oltre 100 premi e onorificenze in concorsi di composizione. Nel 1929 divenne a soli 21 anni redattore della rubrica problemi de L'Italia Scacchistica. Nel 1931 fondò la rivista «Il Problema», che diresse per molti anni. La rivista era nota a livello internazionale e contribuì notevolmente allo sviluppo del problema di scacchi moderno. Fu redattore per qualche anno anche della rubrica scacchistica del quotidiano «Il Giornale di Genova».
Il suo nome è legato al tema Cristoffanini, un'inchiodatura indiretta, ottenuta con la rimozione di un pezzo nero dalla linea di inchiodatura, di un pezzo bianco, che dà matto lungo la linea di inchiodatura. Il tema è stato ripreso da vari problemisti, tra cui Gabriel Gavrilov.
Era laureato in economia e commercio e svolse la professione di commercialista.

## Due problemi di Guido Cristoffanini
Il diagramma a sinistra mostra un esempio del tema Cristoffanini. Il diagramma a destra è stato incluso nel Campionato del mondo di soluzione di Rio de Janeiro 2009. Fu risolto in 35 secondi dall'ucraino Vladimir Pogorelov, che si classificò terzo nel campionato.
|   | a | b | c | d | e | f | g | h |   |
| 8 | c6 alfiere del bianco · f6 pedone del nero · h5 cavallo del nero · a4 torre del nero · d4 alfiere del nero · e4 torre del bianco · f4 alfiere del bianco · h4 re del bianco · a3 torre del bianco · d3 torre del nero · f3 re del nero · g3 pedone del nero · c2 donna del nero · e2 pedone del nero · e1 donna del bianco | c6 alfiere del bianco · f6 pedone del nero · h5 cavallo del nero · a4 torre del nero · d4 alfiere del nero · e4 torre del bianco · f4 alfiere del bianco · h4 re del bianco · a3 torre del bianco · d3 torre del nero · f3 re del nero · g3 pedone del nero · c2 donna del nero · e2 pedone del nero · e1 donna del bianco | c6 alfiere del bianco · f6 pedone del nero · h5 cavallo del nero · a4 torre del nero · d4 alfiere del nero · e4 torre del bianco · f4 alfiere del bianco · h4 re del bianco · a3 torre del bianco · d3 torre del nero · f3 re del nero · g3 pedone del nero · c2 donna del nero · e2 pedone del nero · e1 donna del bianco | c6 alfiere del bianco · f6 pedone del nero · h5 cavallo del nero · a4 torre del nero · d4 alfiere del nero · e4 torre del bianco · f4 alfiere del bianco · h4 re del bianco · a3 torre del bianco · d3 torre del nero · f3 re del nero · g3 pedone del nero · c2 donna del nero · e2 pedone del nero · e1 donna del bianco | c6 alfiere del bianco · f6 pedone del nero · h5 cavallo del nero · a4 torre del nero · d4 alfiere del nero · e4 torre del bianco · f4 alfiere del bianco · h4 re del bianco · a3 torre del bianco · d3 torre del nero · f3 re del nero · g3 pedone del nero · c2 donna del nero · e2 pedone del nero · e1 donna del bianco | c6 alfiere del bianco · f6 pedone del nero · h5 cavallo del nero · a4 torre del nero · d4 alfiere del nero · e4 torre del bianco · f4 alfiere del bianco · h4 re del bianco · a3 torre del bianco · d3 torre del nero · f3 re del nero · g3 pedone del nero · c2 donna del nero · e2 pedone del nero · e1 donna del bianco | c6 alfiere del bianco · f6 pedone del nero · h5 cavallo del nero · a4 torre del nero · d4 alfiere del nero · e4 torre del bianco · f4 alfiere del bianco · h4 re del bianco · a3 torre del bianco · d3 torre del nero · f3 re del nero · g3 pedone del nero · c2 donna del nero · e2 pedone del nero · e1 donna del bianco | c6 alfiere del bianco · f6 pedone del nero · h5 cavallo del nero · a4 torre del nero · d4 alfiere del nero · e4 torre del bianco · f4 alfiere del bianco · h4 re del bianco · a3 torre del bianco · d3 torre del nero · f3 re del nero · g3 pedone del nero · c2 donna del nero · e2 pedone del nero · e1 donna del bianco | 8 |
| 7 | c6 alfiere del bianco · f6 pedone del nero · h5 cavallo del nero · a4 torre del nero · d4 alfiere del nero · e4 torre del bianco · f4 alfiere del bianco · h4 re del bianco · a3 torre del bianco · d3 torre del nero · f3 re del nero · g3 pedone del nero · c2 donna del nero · e2 pedone del nero · e1 donna del bianco | c6 alfiere del bianco · f6 pedone del nero · h5 cavallo del nero · a4 torre del nero · d4 alfiere del nero · e4 torre del bianco · f4 alfiere del bianco · h4 re del bianco · a3 torre del bianco · d3 torre del nero · f3 re del nero · g3 pedone del nero · c2 donna del nero · e2 pedone del nero · e1 donna del bianco | c6 alfiere del bianco · f6 pedone del nero · h5 cavallo del nero · a4 torre del nero · d4 alfiere del nero · e4 torre del bianco · f4 alfiere del bianco · h4 re del bianco · a3 torre del bianco · d3 torre del nero · f3 re del nero · g3 pedone del nero · c2 donna del nero · e2 pedone del nero · e1 donna del bianco | c6 alfiere del bianco · f6 pedone del nero · h5 cavallo del nero · a4 torre del nero · d4 alfiere del nero · e4 torre del bianco · f4 alfiere del bianco · h4 re del bianco · a3 torre del bianco · d3 torre del nero · f3 re del nero · g3 pedone del nero · c2 donna del nero · e2 pedone del nero · e1 donna del bianco | c6 alfiere del bianco · f6 pedone del nero · h5 cavallo del nero · a4 torre del nero · d4 alfiere del nero · e4 torre del bianco · f4 alfiere del bianco · h4 re del bianco · a3 torre del bianco · d3 torre del nero · f3 re del nero · g3 pedone del nero · c2 donna del nero · e2 pedone del nero · e1 donna del bianco | c6 alfiere del bianco · f6 pedone del nero · h5 cavallo del nero · a4 torre del nero · d4 alfiere del nero · e4 torre del bianco · f4 alfiere del bianco · h4 re del bianco · a3 torre del bianco · d3 torre del nero · f3 re del nero · g3 pedone del nero · c2 donna del nero · e2 pedone del nero · e1 donna del bianco | c6 alfiere del bianco · f6 pedone del nero · h5 cavallo del nero · a4 torre del nero · d4 alfiere del nero · e4 torre del bianco · f4 alfiere del bianco · h4 re del bianco · a3 torre del bianco · d3 torre del nero · f3 re del nero · g3 pedone del nero · c2 donna del nero · e2 pedone del nero · e1 donna del bianco | c6 alfiere del bianco · f6 pedone del nero · h5 cavallo del nero · a4 torre del nero · d4 alfiere del nero · e4 torre del bianco · f4 alfiere del bianco · h4 re del bianco · a3 torre del bianco · d3 torre del nero · f3 re del nero · g3 pedone del nero · c2 donna del nero · e2 pedone del nero · e1 donna del bianco | 7 |
| 6 | c6 alfiere del bianco · f6 pedone del nero · h5 cavallo del nero · a4 torre del nero · d4 alfiere del nero · e4 torre del bianco · f4 alfiere del bianco · h4 re del bianco · a3 torre del bianco · d3 torre del nero · f3 re del nero · g3 pedone del nero · c2 donna del nero · e2 pedone del nero · e1 donna del bianco | c6 alfiere del bianco · f6 pedone del nero · h5 cavallo del nero · a4 torre del nero · d4 alfiere del nero · e4 torre del bianco · f4 alfiere del bianco · h4 re del bianco · a3 torre del bianco · d3 torre del nero · f3 re del nero · g3 pedone del nero · c2 donna del nero · e2 pedone del nero · e1 donna del bianco | c6 alfiere del bianco · f6 pedone del nero · h5 cavallo del nero · a4 torre del nero · d4 alfiere del nero · e4 torre del bianco · f4 alfiere del bianco · h4 re del bianco · a3 torre del bianco · d3 torre del nero · f3 re del nero · g3 pedone del nero · c2 donna del nero · e2 pedone del nero · e1 donna del bianco | c6 alfiere del bianco · f6 pedone del nero · h5 cavallo del nero · a4 torre del nero · d4 alfiere del nero · e4 torre del bianco · f4 alfiere del bianco · h4 re del bianco · a3 torre del bianco · d3 torre del nero · f3 re del nero · g3 pedone del nero · c2 donna del nero · e2 pedone del nero · e1 donna del bianco | c6 alfiere del bianco · f6 pedone del nero · h5 cavallo del nero · a4 torre del nero · d4 alfiere del nero · e4 torre del bianco · f4 alfiere del bianco · h4 re del bianco · a3 torre del bianco · d3 torre del nero · f3 re del nero · g3 pedone del nero · c2 donna del nero · e2 pedone del nero · e1 donna del bianco | c6 alfiere del bianco · f6 pedone del nero · h5 cavallo del nero · a4 torre del nero · d4 alfiere del nero · e4 torre del bianco · f4 alfiere del bianco · h4 re del bianco · a3 torre del bianco · d3 torre del nero · f3 re del nero · g3 pedone del nero · c2 donna del nero · e2 pedone del nero · e1 donna del bianco | c6 alfiere del bianco · f6 pedone del nero · h5 cavallo del nero · a4 torre del nero · d4 alfiere del nero · e4 torre del bianco · f4 alfiere del bianco · h4 re del bianco · a3 torre del bianco · d3 torre del nero · f3 re del nero · g3 pedone del nero · c2 donna del nero · e2 pedone del nero · e1 donna del bianco | c6 alfiere del bianco · f6 pedone del nero · h5 cavallo del nero · a4 torre del nero · d4 alfiere del nero · e4 torre del bianco · f4 alfiere del bianco · h4 re del bianco · a3 torre del bianco · d3 torre del nero · f3 re del nero · g3 pedone del nero · c2 donna del nero · e2 pedone del nero · e1 donna del bianco | 6 |
| 5 | c6 alfiere del bianco · f6 pedone del nero · h5 cavallo del nero · a4 torre del nero · d4 alfiere del nero · e4 torre del bianco · f4 alfiere del bianco · h4 re del bianco · a3 torre del bianco · d3 torre del nero · f3 re del nero · g3 pedone del nero · c2 donna del nero · e2 pedone del nero · e1 donna del bianco | c6 alfiere del bianco · f6 pedone del nero · h5 cavallo del nero · a4 torre del nero · d4 alfiere del nero · e4 torre del bianco · f4 alfiere del bianco · h4 re del bianco · a3 torre del bianco · d3 torre del nero · f3 re del nero · g3 pedone del nero · c2 donna del nero · e2 pedone del nero · e1 donna del bianco | c6 alfiere del bianco · f6 pedone del nero · h5 cavallo del nero · a4 torre del nero · d4 alfiere del nero · e4 torre del bianco · f4 alfiere del bianco · h4 re del bianco · a3 torre del bianco · d3 torre del nero · f3 re del nero · g3 pedone del nero · c2 donna del nero · e2 pedone del nero · e1 donna del bianco | c6 alfiere del bianco · f6 pedone del nero · h5 cavallo del nero · a4 torre del nero · d4 alfiere del nero · e4 torre del bianco · f4 alfiere del bianco · h4 re del bianco · a3 torre del bianco · d3 torre del nero · f3 re del nero · g3 pedone del nero · c2 donna del nero · e2 pedone del nero · e1 donna del bianco | c6 alfiere del bianco · f6 pedone del nero · h5 cavallo del nero · a4 torre del nero · d4 alfiere del nero · e4 torre del bianco · f4 alfiere del bianco · h4 re del bianco · a3 torre del bianco · d3 torre del nero · f3 re del nero · g3 pedone del nero · c2 donna del nero · e2 pedone del nero · e1 donna del bianco | c6 alfiere del bianco · f6 pedone del nero · h5 cavallo del nero · a4 torre del nero · d4 alfiere del nero · e4 torre del bianco · f4 alfiere del bianco · h4 re del bianco · a3 torre del bianco · d3 torre del nero · f3 re del nero · g3 pedone del nero · c2 donna del nero · e2 pedone del nero · e1 donna del bianco | c6 alfiere del bianco · f6 pedone del nero · h5 cavallo del nero · a4 torre del nero · d4 alfiere del nero · e4 torre del bianco · f4 alfiere del bianco · h4 re del bianco · a3 torre del bianco · d3 torre del nero · f3 re del nero · g3 pedone del nero · c2 donna del nero · e2 pedone del nero · e1 donna del bianco | c6 alfiere del bianco · f6 pedone del nero · h5 cavallo del nero · a4 torre del nero · d4 alfiere del nero · e4 torre del bianco · f4 alfiere del bianco · h4 re del bianco · a3 torre del bianco · d3 torre del nero · f3 re del nero · g3 pedone del nero · c2 donna del nero · e2 pedone del nero · e1 donna del bianco | 5 |
| 4 | c6 alfiere del bianco · f6 pedone del nero · h5 cavallo del nero · a4 torre del nero · d4 alfiere del nero · e4 torre del bianco · f4 alfiere del bianco · h4 re del bianco · a3 torre del bianco · d3 torre del nero · f3 re del nero · g3 pedone del nero · c2 donna del nero · e2 pedone del nero · e1 donna del bianco | c6 alfiere del bianco · f6 pedone del nero · h5 cavallo del nero · a4 torre del nero · d4 alfiere del nero · e4 torre del bianco · f4 alfiere del bianco · h4 re del bianco · a3 torre del bianco · d3 torre del nero · f3 re del nero · g3 pedone del nero · c2 donna del nero · e2 pedone del nero · e1 donna del bianco | c6 alfiere del bianco · f6 pedone del nero · h5 cavallo del nero · a4 torre del nero · d4 alfiere del nero · e4 torre del bianco · f4 alfiere del bianco · h4 re del bianco · a3 torre del bianco · d3 torre del nero · f3 re del nero · g3 pedone del nero · c2 donna del nero · e2 pedone del nero · e1 donna del bianco | c6 alfiere del bianco · f6 pedone del nero · h5 cavallo del nero · a4 torre del nero · d4 alfiere del nero · e4 torre del bianco · f4 alfiere del bianco · h4 re del bianco · a3 torre del bianco · d3 torre del nero · f3 re del nero · g3 pedone del nero · c2 donna del nero · e2 pedone del nero · e1 donna del bianco | c6 alfiere del bianco · f6 pedone del nero · h5 cavallo del nero · a4 torre del nero · d4 alfiere del nero · e4 torre del bianco · f4 alfiere del bianco · h4 re del bianco · a3 torre del bianco · d3 torre del nero · f3 re del nero · g3 pedone del nero · c2 donna del nero · e2 pedone del nero · e1 donna del bianco | c6 alfiere del bianco · f6 pedone del nero · h5 cavallo del nero · a4 torre del nero · d4 alfiere del nero · e4 torre del bianco · f4 alfiere del bianco · h4 re del bianco · a3 torre del bianco · d3 torre del nero · f3 re del nero · g3 pedone del nero · c2 donna del nero · e2 pedone del nero · e1 donna del bianco | c6 alfiere del bianco · f6 pedone del nero · h5 cavallo del nero · a4 torre del nero · d4 alfiere del nero · e4 torre del bianco · f4 alfiere del bianco · h4 re del bianco · a3 torre del bianco · d3 torre del nero · f3 re del nero · g3 pedone del nero · c2 donna del nero · e2 pedone del nero · e1 donna del bianco | c6 alfiere del bianco · f6 pedone del nero · h5 cavallo del nero · a4 torre del nero · d4 alfiere del nero · e4 torre del bianco · f4 alfiere del bianco · h4 re del bianco · a3 torre del bianco · d3 torre del nero · f3 re del nero · g3 pedone del nero · c2 donna del nero · e2 pedone del nero · e1 donna del bianco | 4 |
| 3 | c6 alfiere del bianco · f6 pedone del nero · h5 cavallo del nero · a4 torre del nero · d4 alfiere del nero · e4 torre del bianco · f4 alfiere del bianco · h4 re del bianco · a3 torre del bianco · d3 torre del nero · f3 re del nero · g3 pedone del nero · c2 donna del nero · e2 pedone del nero · e1 donna del bianco | c6 alfiere del bianco · f6 pedone del nero · h5 cavallo del nero · a4 torre del nero · d4 alfiere del nero · e4 torre del bianco · f4 alfiere del bianco · h4 re del bianco · a3 torre del bianco · d3 torre del nero · f3 re del nero · g3 pedone del nero · c2 donna del nero · e2 pedone del nero · e1 donna del bianco | c6 alfiere del bianco · f6 pedone del nero · h5 cavallo del nero · a4 torre del nero · d4 alfiere del nero · e4 torre del bianco · f4 alfiere del bianco · h4 re del bianco · a3 torre del bianco · d3 torre del nero · f3 re del nero · g3 pedone del nero · c2 donna del nero · e2 pedone del nero · e1 donna del bianco | c6 alfiere del bianco · f6 pedone del nero · h5 cavallo del nero · a4 torre del nero · d4 alfiere del nero · e4 torre del bianco · f4 alfiere del bianco · h4 re del bianco · a3 torre del bianco · d3 torre del nero · f3 re del nero · g3 pedone del nero · c2 donna del nero · e2 pedone del nero · e1 donna del bianco | c6 alfiere del bianco · f6 pedone del nero · h5 cavallo del nero · a4 torre del nero · d4 alfiere del nero · e4 torre del bianco · f4 alfiere del bianco · h4 re del bianco · a3 torre del bianco · d3 torre del nero · f3 re del nero · g3 pedone del nero · c2 donna del nero · e2 pedone del nero · e1 donna del bianco | c6 alfiere del bianco · f6 pedone del nero · h5 cavallo del nero · a4 torre del nero · d4 alfiere del nero · e4 torre del bianco · f4 alfiere del bianco · h4 re del bianco · a3 torre del bianco · d3 torre del nero · f3 re del nero · g3 pedone del nero · c2 donna del nero · e2 pedone del nero · e1 donna del bianco | c6 alfiere del bianco · f6 pedone del nero · h5 cavallo del nero · a4 torre del nero · d4 alfiere del nero · e4 torre del bianco · f4 alfiere del bianco · h4 re del bianco · a3 torre del bianco · d3 torre del nero · f3 re del nero · g3 pedone del nero · c2 donna del nero · e2 pedone del nero · e1 donna del bianco | c6 alfiere del bianco · f6 pedone del nero · h5 cavallo del nero · a4 torre del nero · d4 alfiere del nero · e4 torre del bianco · f4 alfiere del bianco · h4 re del bianco · a3 torre del bianco · d3 torre del nero · f3 re del nero · g3 pedone del nero · c2 donna del nero · e2 pedone del nero · e1 donna del bianco | 3 |
| 2 | c6 alfiere del bianco · f6 pedone del nero · h5 cavallo del nero · a4 torre del nero · d4 alfiere del nero · e4 torre del bianco · f4 alfiere del bianco · h4 re del bianco · a3 torre del bianco · d3 torre del nero · f3 re del nero · g3 pedone del nero · c2 donna del nero · e2 pedone del nero · e1 donna del bianco | c6 alfiere del bianco · f6 pedone del nero · h5 cavallo del nero · a4 torre del nero · d4 alfiere del nero · e4 torre del bianco · f4 alfiere del bianco · h4 re del bianco · a3 torre del bianco · d3 torre del nero · f3 re del nero · g3 pedone del nero · c2 donna del nero · e2 pedone del nero · e1 donna del bianco | c6 alfiere del bianco · f6 pedone del nero · h5 cavallo del nero · a4 torre del nero · d4 alfiere del nero · e4 torre del bianco · f4 alfiere del bianco · h4 re del bianco · a3 torre del bianco · d3 torre del nero · f3 re del nero · g3 pedone del nero · c2 donna del nero · e2 pedone del nero · e1 donna del bianco | c6 alfiere del bianco · f6 pedone del nero · h5 cavallo del nero · a4 torre del nero · d4 alfiere del nero · e4 torre del bianco · f4 alfiere del bianco · h4 re del bianco · a3 torre del bianco · d3 torre del nero · f3 re del nero · g3 pedone del nero · c2 donna del nero · e2 pedone del nero · e1 donna del bianco | c6 alfiere del bianco · f6 pedone del nero · h5 cavallo del nero · a4 torre del nero · d4 alfiere del nero · e4 torre del bianco · f4 alfiere del bianco · h4 re del bianco · a3 torre del bianco · d3 torre del nero · f3 re del nero · g3 pedone del nero · c2 donna del nero · e2 pedone del nero · e1 donna del bianco | c6 alfiere del bianco · f6 pedone del nero · h5 cavallo del nero · a4 torre del nero · d4 alfiere del nero · e4 torre del bianco · f4 alfiere del bianco · h4 re del bianco · a3 torre del bianco · d3 torre del nero · f3 re del nero · g3 pedone del nero · c2 donna del nero · e2 pedone del nero · e1 donna del bianco | c6 alfiere del bianco · f6 pedone del nero · h5 cavallo del nero · a4 torre del nero · d4 alfiere del nero · e4 torre del bianco · f4 alfiere del bianco · h4 re del bianco · a3 torre del bianco · d3 torre del nero · f3 re del nero · g3 pedone del nero · c2 donna del nero · e2 pedone del nero · e1 donna del bianco | c6 alfiere del bianco · f6 pedone del nero · h5 cavallo del nero · a4 torre del nero · d4 alfiere del nero · e4 torre del bianco · f4 alfiere del bianco · h4 re del bianco · a3 torre del bianco · d3 torre del nero · f3 re del nero · g3 pedone del nero · c2 donna del nero · e2 pedone del nero · e1 donna del bianco | 2 |
| 1 | c6 alfiere del bianco · f6 pedone del nero · h5 cavallo del nero · a4 torre del nero · d4 alfiere del nero · e4 torre del bianco · f4 alfiere del bianco · h4 re del bianco · a3 torre del bianco · d3 torre del nero · f3 re del nero · g3 pedone del nero · c2 donna del nero · e2 pedone del nero · e1 donna del bianco | c6 alfiere del bianco · f6 pedone del nero · h5 cavallo del nero · a4 torre del nero · d4 alfiere del nero · e4 torre del bianco · f4 alfiere del bianco · h4 re del bianco · a3 torre del bianco · d3 torre del nero · f3 re del nero · g3 pedone del nero · c2 donna del nero · e2 pedone del nero · e1 donna del bianco | c6 alfiere del bianco · f6 pedone del nero · h5 cavallo del nero · a4 torre del nero · d4 alfiere del nero · e4 torre del bianco · f4 alfiere del bianco · h4 re del bianco · a3 torre del bianco · d3 torre del nero · f3 re del nero · g3 pedone del nero · c2 donna del nero · e2 pedone del nero · e1 donna del bianco | c6 alfiere del bianco · f6 pedone del nero · h5 cavallo del nero · a4 torre del nero · d4 alfiere del nero · e4 torre del bianco · f4 alfiere del bianco · h4 re del bianco · a3 torre del bianco · d3 torre del nero · f3 re del nero · g3 pedone del nero · c2 donna del nero · e2 pedone del nero · e1 donna del bianco | c6 alfiere del bianco · f6 pedone del nero · h5 cavallo del nero · a4 torre del nero · d4 alfiere del nero · e4 torre del bianco · f4 alfiere del bianco · h4 re del bianco · a3 torre del bianco · d3 torre del nero · f3 re del nero · g3 pedone del nero · c2 donna del nero · e2 pedone del nero · e1 donna del bianco | c6 alfiere del bianco · f6 pedone del nero · h5 cavallo del nero · a4 torre del nero · d4 alfiere del nero · e4 torre del bianco · f4 alfiere del bianco · h4 re del bianco · a3 torre del bianco · d3 torre del nero · f3 re del nero · g3 pedone del nero · c2 donna del nero · e2 pedone del nero · e1 donna del bianco | c6 alfiere del bianco · f6 pedone del nero · h5 cavallo del nero · a4 torre del nero · d4 alfiere del nero · e4 torre del bianco · f4 alfiere del bianco · h4 re del bianco · a3 torre del bianco · d3 torre del nero · f3 re del nero · g3 pedone del nero · c2 donna del nero · e2 pedone del nero · e1 donna del bianco | c6 alfiere del bianco · f6 pedone del nero · h5 cavallo del nero · a4 torre del nero · d4 alfiere del nero · e4 torre del bianco · f4 alfiere del bianco · h4 re del bianco · a3 torre del bianco · d3 torre del nero · f3 re del nero · g3 pedone del nero · c2 donna del nero · e2 pedone del nero · e1 donna del bianco | 1 |
|   | a | b | c | d | e | f | g | h |   |

|   | a | b | c | d | e | f | g | h |   |
| 8 | c7 cavallo del nero · e7 torre del bianco · f7 re del bianco · c6 torre del nero · d6 cavallo del bianco · e6 cavallo del nero · h6 donna del bianco · b5 pedone del bianco · c5 torre del nero · e5 re del nero · d4 cavallo del bianco · f3 pedone del bianco · a1 alfiere del bianco | c7 cavallo del nero · e7 torre del bianco · f7 re del bianco · c6 torre del nero · d6 cavallo del bianco · e6 cavallo del nero · h6 donna del bianco · b5 pedone del bianco · c5 torre del nero · e5 re del nero · d4 cavallo del bianco · f3 pedone del bianco · a1 alfiere del bianco | c7 cavallo del nero · e7 torre del bianco · f7 re del bianco · c6 torre del nero · d6 cavallo del bianco · e6 cavallo del nero · h6 donna del bianco · b5 pedone del bianco · c5 torre del nero · e5 re del nero · d4 cavallo del bianco · f3 pedone del bianco · a1 alfiere del bianco | c7 cavallo del nero · e7 torre del bianco · f7 re del bianco · c6 torre del nero · d6 cavallo del bianco · e6 cavallo del nero · h6 donna del bianco · b5 pedone del bianco · c5 torre del nero · e5 re del nero · d4 cavallo del bianco · f3 pedone del bianco · a1 alfiere del bianco | c7 cavallo del nero · e7 torre del bianco · f7 re del bianco · c6 torre del nero · d6 cavallo del bianco · e6 cavallo del nero · h6 donna del bianco · b5 pedone del bianco · c5 torre del nero · e5 re del nero · d4 cavallo del bianco · f3 pedone del bianco · a1 alfiere del bianco | c7 cavallo del nero · e7 torre del bianco · f7 re del bianco · c6 torre del nero · d6 cavallo del bianco · e6 cavallo del nero · h6 donna del bianco · b5 pedone del bianco · c5 torre del nero · e5 re del nero · d4 cavallo del bianco · f3 pedone del bianco · a1 alfiere del bianco | c7 cavallo del nero · e7 torre del bianco · f7 re del bianco · c6 torre del nero · d6 cavallo del bianco · e6 cavallo del nero · h6 donna del bianco · b5 pedone del bianco · c5 torre del nero · e5 re del nero · d4 cavallo del bianco · f3 pedone del bianco · a1 alfiere del bianco | c7 cavallo del nero · e7 torre del bianco · f7 re del bianco · c6 torre del nero · d6 cavallo del bianco · e6 cavallo del nero · h6 donna del bianco · b5 pedone del bianco · c5 torre del nero · e5 re del nero · d4 cavallo del bianco · f3 pedone del bianco · a1 alfiere del bianco | 8 |
| 7 | c7 cavallo del nero · e7 torre del bianco · f7 re del bianco · c6 torre del nero · d6 cavallo del bianco · e6 cavallo del nero · h6 donna del bianco · b5 pedone del bianco · c5 torre del nero · e5 re del nero · d4 cavallo del bianco · f3 pedone del bianco · a1 alfiere del bianco | c7 cavallo del nero · e7 torre del bianco · f7 re del bianco · c6 torre del nero · d6 cavallo del bianco · e6 cavallo del nero · h6 donna del bianco · b5 pedone del bianco · c5 torre del nero · e5 re del nero · d4 cavallo del bianco · f3 pedone del bianco · a1 alfiere del bianco | c7 cavallo del nero · e7 torre del bianco · f7 re del bianco · c6 torre del nero · d6 cavallo del bianco · e6 cavallo del nero · h6 donna del bianco · b5 pedone del bianco · c5 torre del nero · e5 re del nero · d4 cavallo del bianco · f3 pedone del bianco · a1 alfiere del bianco | c7 cavallo del nero · e7 torre del bianco · f7 re del bianco · c6 torre del nero · d6 cavallo del bianco · e6 cavallo del nero · h6 donna del bianco · b5 pedone del bianco · c5 torre del nero · e5 re del nero · d4 cavallo del bianco · f3 pedone del bianco · a1 alfiere del bianco | c7 cavallo del nero · e7 torre del bianco · f7 re del bianco · c6 torre del nero · d6 cavallo del bianco · e6 cavallo del nero · h6 donna del bianco · b5 pedone del bianco · c5 torre del nero · e5 re del nero · d4 cavallo del bianco · f3 pedone del bianco · a1 alfiere del bianco | c7 cavallo del nero · e7 torre del bianco · f7 re del bianco · c6 torre del nero · d6 cavallo del bianco · e6 cavallo del nero · h6 donna del bianco · b5 pedone del bianco · c5 torre del nero · e5 re del nero · d4 cavallo del bianco · f3 pedone del bianco · a1 alfiere del bianco | c7 cavallo del nero · e7 torre del bianco · f7 re del bianco · c6 torre del nero · d6 cavallo del bianco · e6 cavallo del nero · h6 donna del bianco · b5 pedone del bianco · c5 torre del nero · e5 re del nero · d4 cavallo del bianco · f3 pedone del bianco · a1 alfiere del bianco | c7 cavallo del nero · e7 torre del bianco · f7 re del bianco · c6 torre del nero · d6 cavallo del bianco · e6 cavallo del nero · h6 donna del bianco · b5 pedone del bianco · c5 torre del nero · e5 re del nero · d4 cavallo del bianco · f3 pedone del bianco · a1 alfiere del bianco | 7 |
| 6 | c7 cavallo del nero · e7 torre del bianco · f7 re del bianco · c6 torre del nero · d6 cavallo del bianco · e6 cavallo del nero · h6 donna del bianco · b5 pedone del bianco · c5 torre del nero · e5 re del nero · d4 cavallo del bianco · f3 pedone del bianco · a1 alfiere del bianco | c7 cavallo del nero · e7 torre del bianco · f7 re del bianco · c6 torre del nero · d6 cavallo del bianco · e6 cavallo del nero · h6 donna del bianco · b5 pedone del bianco · c5 torre del nero · e5 re del nero · d4 cavallo del bianco · f3 pedone del bianco · a1 alfiere del bianco | c7 cavallo del nero · e7 torre del bianco · f7 re del bianco · c6 torre del nero · d6 cavallo del bianco · e6 cavallo del nero · h6 donna del bianco · b5 pedone del bianco · c5 torre del nero · e5 re del nero · d4 cavallo del bianco · f3 pedone del bianco · a1 alfiere del bianco | c7 cavallo del nero · e7 torre del bianco · f7 re del bianco · c6 torre del nero · d6 cavallo del bianco · e6 cavallo del nero · h6 donna del bianco · b5 pedone del bianco · c5 torre del nero · e5 re del nero · d4 cavallo del bianco · f3 pedone del bianco · a1 alfiere del bianco | c7 cavallo del nero · e7 torre del bianco · f7 re del bianco · c6 torre del nero · d6 cavallo del bianco · e6 cavallo del nero · h6 donna del bianco · b5 pedone del bianco · c5 torre del nero · e5 re del nero · d4 cavallo del bianco · f3 pedone del bianco · a1 alfiere del bianco | c7 cavallo del nero · e7 torre del bianco · f7 re del bianco · c6 torre del nero · d6 cavallo del bianco · e6 cavallo del nero · h6 donna del bianco · b5 pedone del bianco · c5 torre del nero · e5 re del nero · d4 cavallo del bianco · f3 pedone del bianco · a1 alfiere del bianco | c7 cavallo del nero · e7 torre del bianco · f7 re del bianco · c6 torre del nero · d6 cavallo del bianco · e6 cavallo del nero · h6 donna del bianco · b5 pedone del bianco · c5 torre del nero · e5 re del nero · d4 cavallo del bianco · f3 pedone del bianco · a1 alfiere del bianco | c7 cavallo del nero · e7 torre del bianco · f7 re del bianco · c6 torre del nero · d6 cavallo del bianco · e6 cavallo del nero · h6 donna del bianco · b5 pedone del bianco · c5 torre del nero · e5 re del nero · d4 cavallo del bianco · f3 pedone del bianco · a1 alfiere del bianco | 6 |
| 5 | c7 cavallo del nero · e7 torre del bianco · f7 re del bianco · c6 torre del nero · d6 cavallo del bianco · e6 cavallo del nero · h6 donna del bianco · b5 pedone del bianco · c5 torre del nero · e5 re del nero · d4 cavallo del bianco · f3 pedone del bianco · a1 alfiere del bianco | c7 cavallo del nero · e7 torre del bianco · f7 re del bianco · c6 torre del nero · d6 cavallo del bianco · e6 cavallo del nero · h6 donna del bianco · b5 pedone del bianco · c5 torre del nero · e5 re del nero · d4 cavallo del bianco · f3 pedone del bianco · a1 alfiere del bianco | c7 cavallo del nero · e7 torre del bianco · f7 re del bianco · c6 torre del nero · d6 cavallo del bianco · e6 cavallo del nero · h6 donna del bianco · b5 pedone del bianco · c5 torre del nero · e5 re del nero · d4 cavallo del bianco · f3 pedone del bianco · a1 alfiere del bianco | c7 cavallo del nero · e7 torre del bianco · f7 re del bianco · c6 torre del nero · d6 cavallo del bianco · e6 cavallo del nero · h6 donna del bianco · b5 pedone del bianco · c5 torre del nero · e5 re del nero · d4 cavallo del bianco · f3 pedone del bianco · a1 alfiere del bianco | c7 cavallo del nero · e7 torre del bianco · f7 re del bianco · c6 torre del nero · d6 cavallo del bianco · e6 cavallo del nero · h6 donna del bianco · b5 pedone del bianco · c5 torre del nero · e5 re del nero · d4 cavallo del bianco · f3 pedone del bianco · a1 alfiere del bianco | c7 cavallo del nero · e7 torre del bianco · f7 re del bianco · c6 torre del nero · d6 cavallo del bianco · e6 cavallo del nero · h6 donna del bianco · b5 pedone del bianco · c5 torre del nero · e5 re del nero · d4 cavallo del bianco · f3 pedone del bianco · a1 alfiere del bianco | c7 cavallo del nero · e7 torre del bianco · f7 re del bianco · c6 torre del nero · d6 cavallo del bianco · e6 cavallo del nero · h6 donna del bianco · b5 pedone del bianco · c5 torre del nero · e5 re del nero · d4 cavallo del bianco · f3 pedone del bianco · a1 alfiere del bianco | c7 cavallo del nero · e7 torre del bianco · f7 re del bianco · c6 torre del nero · d6 cavallo del bianco · e6 cavallo del nero · h6 donna del bianco · b5 pedone del bianco · c5 torre del nero · e5 re del nero · d4 cavallo del bianco · f3 pedone del bianco · a1 alfiere del bianco | 5 |
| 4 | c7 cavallo del nero · e7 torre del bianco · f7 re del bianco · c6 torre del nero · d6 cavallo del bianco · e6 cavallo del nero · h6 donna del bianco · b5 pedone del bianco · c5 torre del nero · e5 re del nero · d4 cavallo del bianco · f3 pedone del bianco · a1 alfiere del bianco | c7 cavallo del nero · e7 torre del bianco · f7 re del bianco · c6 torre del nero · d6 cavallo del bianco · e6 cavallo del nero · h6 donna del bianco · b5 pedone del bianco · c5 torre del nero · e5 re del nero · d4 cavallo del bianco · f3 pedone del bianco · a1 alfiere del bianco | c7 cavallo del nero · e7 torre del bianco · f7 re del bianco · c6 torre del nero · d6 cavallo del bianco · e6 cavallo del nero · h6 donna del bianco · b5 pedone del bianco · c5 torre del nero · e5 re del nero · d4 cavallo del bianco · f3 pedone del bianco · a1 alfiere del bianco | c7 cavallo del nero · e7 torre del bianco · f7 re del bianco · c6 torre del nero · d6 cavallo del bianco · e6 cavallo del nero · h6 donna del bianco · b5 pedone del bianco · c5 torre del nero · e5 re del nero · d4 cavallo del bianco · f3 pedone del bianco · a1 alfiere del bianco | c7 cavallo del nero · e7 torre del bianco · f7 re del bianco · c6 torre del nero · d6 cavallo del bianco · e6 cavallo del nero · h6 donna del bianco · b5 pedone del bianco · c5 torre del nero · e5 re del nero · d4 cavallo del bianco · f3 pedone del bianco · a1 alfiere del bianco | c7 cavallo del nero · e7 torre del bianco · f7 re del bianco · c6 torre del nero · d6 cavallo del bianco · e6 cavallo del nero · h6 donna del bianco · b5 pedone del bianco · c5 torre del nero · e5 re del nero · d4 cavallo del bianco · f3 pedone del bianco · a1 alfiere del bianco | c7 cavallo del nero · e7 torre del bianco · f7 re del bianco · c6 torre del nero · d6 cavallo del bianco · e6 cavallo del nero · h6 donna del bianco · b5 pedone del bianco · c5 torre del nero · e5 re del nero · d4 cavallo del bianco · f3 pedone del bianco · a1 alfiere del bianco | c7 cavallo del nero · e7 torre del bianco · f7 re del bianco · c6 torre del nero · d6 cavallo del bianco · e6 cavallo del nero · h6 donna del bianco · b5 pedone del bianco · c5 torre del nero · e5 re del nero · d4 cavallo del bianco · f3 pedone del bianco · a1 alfiere del bianco | 4 |
| 3 | c7 cavallo del nero · e7 torre del bianco · f7 re del bianco · c6 torre del nero · d6 cavallo del bianco · e6 cavallo del nero · h6 donna del bianco · b5 pedone del bianco · c5 torre del nero · e5 re del nero · d4 cavallo del bianco · f3 pedone del bianco · a1 alfiere del bianco | c7 cavallo del nero · e7 torre del bianco · f7 re del bianco · c6 torre del nero · d6 cavallo del bianco · e6 cavallo del nero · h6 donna del bianco · b5 pedone del bianco · c5 torre del nero · e5 re del nero · d4 cavallo del bianco · f3 pedone del bianco · a1 alfiere del bianco | c7 cavallo del nero · e7 torre del bianco · f7 re del bianco · c6 torre del nero · d6 cavallo del bianco · e6 cavallo del nero · h6 donna del bianco · b5 pedone del bianco · c5 torre del nero · e5 re del nero · d4 cavallo del bianco · f3 pedone del bianco · a1 alfiere del bianco | c7 cavallo del nero · e7 torre del bianco · f7 re del bianco · c6 torre del nero · d6 cavallo del bianco · e6 cavallo del nero · h6 donna del bianco · b5 pedone del bianco · c5 torre del nero · e5 re del nero · d4 cavallo del bianco · f3 pedone del bianco · a1 alfiere del bianco | c7 cavallo del nero · e7 torre del bianco · f7 re del bianco · c6 torre del nero · d6 cavallo del bianco · e6 cavallo del nero · h6 donna del bianco · b5 pedone del bianco · c5 torre del nero · e5 re del nero · d4 cavallo del bianco · f3 pedone del bianco · a1 alfiere del bianco | c7 cavallo del nero · e7 torre del bianco · f7 re del bianco · c6 torre del nero · d6 cavallo del bianco · e6 cavallo del nero · h6 donna del bianco · b5 pedone del bianco · c5 torre del nero · e5 re del nero · d4 cavallo del bianco · f3 pedone del bianco · a1 alfiere del bianco | c7 cavallo del nero · e7 torre del bianco · f7 re del bianco · c6 torre del nero · d6 cavallo del bianco · e6 cavallo del nero · h6 donna del bianco · b5 pedone del bianco · c5 torre del nero · e5 re del nero · d4 cavallo del bianco · f3 pedone del bianco · a1 alfiere del bianco | c7 cavallo del nero · e7 torre del bianco · f7 re del bianco · c6 torre del nero · d6 cavallo del bianco · e6 cavallo del nero · h6 donna del bianco · b5 pedone del bianco · c5 torre del nero · e5 re del nero · d4 cavallo del bianco · f3 pedone del bianco · a1 alfiere del bianco | 3 |
| 2 | c7 cavallo del nero · e7 torre del bianco · f7 re del bianco · c6 torre del nero · d6 cavallo del bianco · e6 cavallo del nero · h6 donna del bianco · b5 pedone del bianco · c5 torre del nero · e5 re del nero · d4 cavallo del bianco · f3 pedone del bianco · a1 alfiere del bianco | c7 cavallo del nero · e7 torre del bianco · f7 re del bianco · c6 torre del nero · d6 cavallo del bianco · e6 cavallo del nero · h6 donna del bianco · b5 pedone del bianco · c5 torre del nero · e5 re del nero · d4 cavallo del bianco · f3 pedone del bianco · a1 alfiere del bianco | c7 cavallo del nero · e7 torre del bianco · f7 re del bianco · c6 torre del nero · d6 cavallo del bianco · e6 cavallo del nero · h6 donna del bianco · b5 pedone del bianco · c5 torre del nero · e5 re del nero · d4 cavallo del bianco · f3 pedone del bianco · a1 alfiere del bianco | c7 cavallo del nero · e7 torre del bianco · f7 re del bianco · c6 torre del nero · d6 cavallo del bianco · e6 cavallo del nero · h6 donna del bianco · b5 pedone del bianco · c5 torre del nero · e5 re del nero · d4 cavallo del bianco · f3 pedone del bianco · a1 alfiere del bianco | c7 cavallo del nero · e7 torre del bianco · f7 re del bianco · c6 torre del nero · d6 cavallo del bianco · e6 cavallo del nero · h6 donna del bianco · b5 pedone del bianco · c5 torre del nero · e5 re del nero · d4 cavallo del bianco · f3 pedone del bianco · a1 alfiere del bianco | c7 cavallo del nero · e7 torre del bianco · f7 re del bianco · c6 torre del nero · d6 cavallo del bianco · e6 cavallo del nero · h6 donna del bianco · b5 pedone del bianco · c5 torre del nero · e5 re del nero · d4 cavallo del bianco · f3 pedone del bianco · a1 alfiere del bianco | c7 cavallo del nero · e7 torre del bianco · f7 re del bianco · c6 torre del nero · d6 cavallo del bianco · e6 cavallo del nero · h6 donna del bianco · b5 pedone del bianco · c5 torre del nero · e5 re del nero · d4 cavallo del bianco · f3 pedone del bianco · a1 alfiere del bianco | c7 cavallo del nero · e7 torre del bianco · f7 re del bianco · c6 torre del nero · d6 cavallo del bianco · e6 cavallo del nero · h6 donna del bianco · b5 pedone del bianco · c5 torre del nero · e5 re del nero · d4 cavallo del bianco · f3 pedone del bianco · a1 alfiere del bianco | 2 |
| 1 | c7 cavallo del nero · e7 torre del bianco · f7 re del bianco · c6 torre del nero · d6 cavallo del bianco · e6 cavallo del nero · h6 donna del bianco · b5 pedone del bianco · c5 torre del nero · e5 re del nero · d4 cavallo del bianco · f3 pedone del bianco · a1 alfiere del bianco | c7 cavallo del nero · e7 torre del bianco · f7 re del bianco · c6 torre del nero · d6 cavallo del bianco · e6 cavallo del nero · h6 donna del bianco · b5 pedone del bianco · c5 torre del nero · e5 re del nero · d4 cavallo del bianco · f3 pedone del bianco · a1 alfiere del bianco | c7 cavallo del nero · e7 torre del bianco · f7 re del bianco · c6 torre del nero · d6 cavallo del bianco · e6 cavallo del nero · h6 donna del bianco · b5 pedone del bianco · c5 torre del nero · e5 re del nero · d4 cavallo del bianco · f3 pedone del bianco · a1 alfiere del bianco | c7 cavallo del nero · e7 torre del bianco · f7 re del bianco · c6 torre del nero · d6 cavallo del bianco · e6 cavallo del nero · h6 donna del bianco · b5 pedone del bianco · c5 torre del nero · e5 re del nero · d4 cavallo del bianco · f3 pedone del bianco · a1 alfiere del bianco | c7 cavallo del nero · e7 torre del bianco · f7 re del bianco · c6 torre del nero · d6 cavallo del bianco · e6 cavallo del nero · h6 donna del bianco · b5 pedone del bianco · c5 torre del nero · e5 re del nero · d4 cavallo del bianco · f3 pedone del bianco · a1 alfiere del bianco | c7 cavallo del nero · e7 torre del bianco · f7 re del bianco · c6 torre del nero · d6 cavallo del bianco · e6 cavallo del nero · h6 donna del bianco · b5 pedone del bianco · c5 torre del nero · e5 re del nero · d4 cavallo del bianco · f3 pedone del bianco · a1 alfiere del bianco | c7 cavallo del nero · e7 torre del bianco · f7 re del bianco · c6 torre del nero · d6 cavallo del bianco · e6 cavallo del nero · h6 donna del bianco · b5 pedone del bianco · c5 torre del nero · e5 re del nero · d4 cavallo del bianco · f3 pedone del bianco · a1 alfiere del bianco | c7 cavallo del nero · e7 torre del bianco · f7 re del bianco · c6 torre del nero · d6 cavallo del bianco · e6 cavallo del nero · h6 donna del bianco · b5 pedone del bianco · c5 torre del nero · e5 re del nero · d4 cavallo del bianco · f3 pedone del bianco · a1 alfiere del bianco | 1 |
|   | a | b | c | d | e | f | g | h |   |